# Enbridge
Enbridge Inc. es una compañía canadiense con sede en Calgary, Alberta, cuya principal actividad es el transporte y distribución de crudo y gas natural a través de oleoductos y gasoductos. La compañía tiene unos 5.400 empleados repartidos por Canadá, los Estados Unidos y Sudamérica. Se fundó como "Interprovincial Pipe Line" (IPL) en 1949 poco después del hallazgo del mayor yacimiento petrolífero canadiense en Leduc, Alberta. El primer oleoducto fue construido para transportar crudo del oeste de Canadá a las refinerías que se encuentran en la parte oriental del país. En 1989 IPL pasó a llamarse Enbridge, que fusiona los nombres de "Energy" (energía) y "Bridge" (puente).
Enbridge posee, sumando sus instalaciones de Canadá y Estados Unidos, la mayor red de oleoductos del mundo. Es propietaria de "Enbridges Pipelines Inc." y de una gran cantidad de subsidiarias en Canadá y Estados Unidos. La red abarca unos 13.500 kilómetros (8.500 millas) de oleoducto que entregan más de dos millones de barriles (300.000 m³) al día de petróleo en crudo y otros derivados. Enbridge es, asimismo, principal gestor del "Enbridge Income Fund".
Es propietaria del 25% de las acciones de la Compañía Logística de Hidrocarburos (CLH), empresa española de transporte de derivados del petróleo que cuenta con la mayor red de oleoductos de Europa Occidental, y un 40% de sus acciones con la empresa venezolana PDVSA. Actualmente cotiza en las bolsas de Toronto (TSX) y Nueva York (NYSE).